# ستاره میروپ

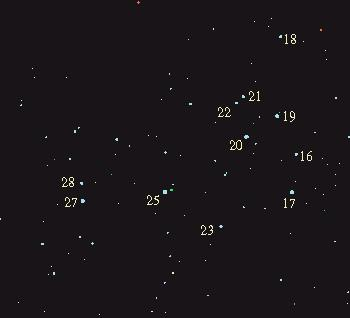
محل‌وموقعیت ستاره میروپ (عدد ۲۳)

میروپ (ستاره) یک ستاره است که در صورت فلکی ثور قرار دارد.